# 地獄魔咒
是一部2009年美國黑色幽默恐怖片，由山姆·雷米執導，與兄弟伊凡·雷米共同編劇，艾莉森·蘿曼（页面存档备份，存于）和賈斯汀·隆主演。
本片美國於2009年5月29日上映，台灣排定暑假檔期7月3日上映。本片列選為第62屆坎城電影節午夜展映電影。

## 劇情
銀行處理貸款職員克莉絲汀（Christine，艾莉森·蘿曼飾），有個好的工作和男友克雷（Clay，賈斯汀·隆飾）。她為升職討好上司，而作下拒絕老婦人賈奴許（Mrs. Ganush，羅娜·蕾佛飾）延長房貸期限的決定，甚至讓她跪地受辱。老婦人而後下了地獄魔咒，要讓克莉絲汀付出代價，這將她的生活變成煉獄。絕望之餘。克莉絲汀找了名為朗爵司（Rham Jas，迪利普·勞飾）的通靈人士，試圖挽救她的靈魂。

## 演員
- 艾莉森·蘿曼飾 克莉絲汀·布朗（Christine Brown）
- 賈斯汀·隆飾 克萊頓（克雷）·道爾頓教授（Professor Clayton 'Clay' Dalton）
- 羅娜·蕾佛飾 席薇亞·賈奴許夫人（Mrs. Sylvia Ganush）
- 迪利普·勞飾 朗爵司（Rham Jas）
- 大衛·派默飾 金傑克先生（Mr. Jim Jacks）

## 外部連結
- 互联网电影数据库（IMDb）上《地獄魔咒》的资料（英文）
- AllMovie上《地獄魔咒》的资料（英文）
- Box Office Mojo上《地獄魔咒》的資料（英文）
- Metacritic上《地獄魔咒》的資料（英文）
- 爛番茄上《地獄魔咒》的資料（英文）